# ジョン・バルビローリ

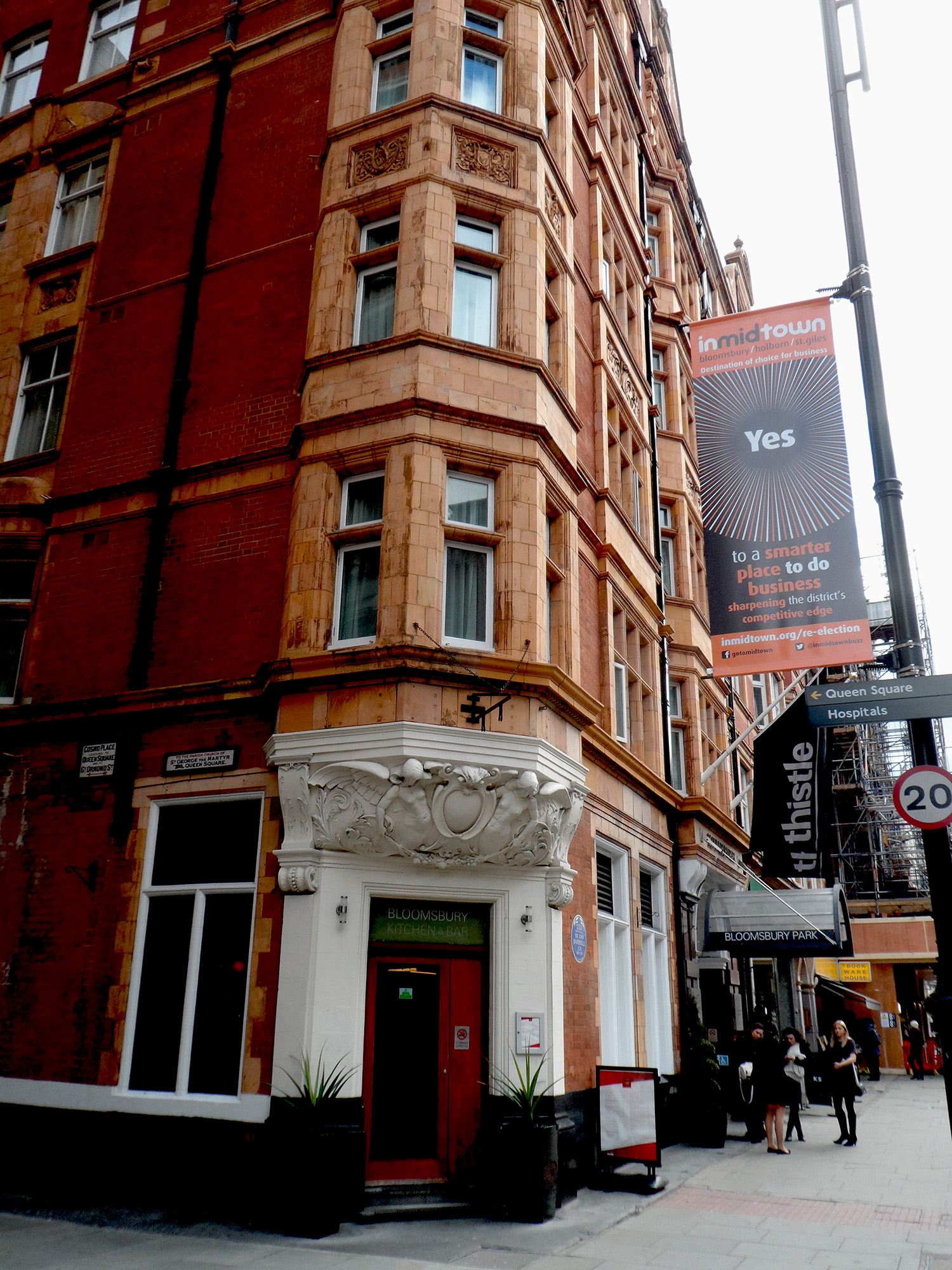
バルビローリの生家（ロンドン・ホルボーン・サウサンプトン・ロウ）

ジョン・バルビローリ卿（Sir John Barbirolli, 1899年12月2日 - 1970年7月29日）は、イギリスの指揮者。「サー・ジョン」（Sir John）の愛称で知られる。出生名はジョヴァンニ・バッティスタ・バルビロッリ（Giovanni Battista Barbirolli）。

## 略歴
イタリア人の父とフランス人の母の間にロンドンで生まれる。1916年、ヘンリー・ウッド率いるクイーンズ・ホール管弦楽団に入団、最年少のチェリストとして音楽活動を始める。1921年にはエルガーの『チェロ協奏曲』を演奏し、弦楽四重奏などの活動も行った。1925年、室内管弦楽団を組織して指揮者に転向、1936年ニューヨーク・フィルハーモニックの首席指揮者（1936年 - 1943年）に30代の若さで抜擢される。1943年イギリスのハレ管弦楽団の音楽監督（1943年 - 1958年）となり低迷していたオーケストラを鍛え上げて名声を博する。また、ヒューストン交響楽団の常任指揮者（1961年-1967年）を歴任した。エドワード・エルガー、レイフ・ヴォーン・ウィリアムズ、フレデリック・ディーリアスなどのイギリス音楽、ヨハネス・ブラームス、グスタフ・マーラー、ジャン・シベリウスなどの後期ロマン派を得意とした。
1970年、ニュー・フィルハーモニア管弦楽団との初来日を目前にして心臓発作により死去。日本公演はサー・ジョン・プリッチャードの指揮で行われた。

## レパートリー
古典から同時代の音楽まで、幅広いレパートリーを誇った。オーケストラのチェリストとしても、エルガーの『チェロ協奏曲』の世界初演や、シェーンベルクの『室内交響曲第1番』のイギリス初演（推定）などに携わっている。
ピアニスト・指揮者のダニエル・バレンボイムは「バルビローリはマーラーに特別な共感をもっていた」と述べており、バルビローリの演奏のおかげで、マーラーの作品がベルリン・フィルハーモニー管弦楽団にレパートリーとして定着したと述べている。

## 録音
客演したベルリン・フィルハーモニー管弦楽団の団員を感動させ、マーラーの交響曲第9番の録音を実現させたというエピソードは有名である。当時バルビローリはEMI専属で、ベルリン・フィルはドイツ・グラモフォンの専属だったため、EMIがドイツ・グラモフォンからベルリン・フィルを借りる形で実現した。また、ハレ管弦楽団で録音したマーラーの交響曲第3番は有名なマーラー研究家デリック・クックが正規盤発売をEMIに熱心に働きかけたといわれ、マーラーのすべての演奏の中でも最高の演奏の一つと言われている（なお、この録音は1999年にBBCカールトンから発売されている）。ほかのマーラー交響曲録音については初期スタジオ録音やライブ録音を復刻させる動きがあり、現在第8番を除くすべての交響曲を聴くことができる。シベリウスについても素晴らしい録音（交響曲全集、交響詩集）を残している。ドイツ音楽についてはベートーヴェンの交響曲第3番『英雄』（BBC交響楽団）、シューベルトの交響曲第8番『ザ・グレート』（ハレ管弦楽団）、ブラームスの交響曲全集（ウィーン・フィルハーモニー管弦楽団）などの録音がある。ジャクリーヌ・デュ・プレとのエルガーのチェロ協奏曲（ロンドン交響楽団）も名演誉れ高い。また、オペラ演奏ではプッチーニの『蝶々夫人』（ローマ歌劇場管弦楽団）が評価が高い。
なお、バルビローリはヘンリー・パーセルの劇音楽、そしてバードやファーナビーらのヴァージナル曲からそれぞれ組曲を編曲し、録音に残している。妻はオーボエ奏者のエヴリン・ロスウェル＝バルビローリ（1911年 - 2008年）であり、妻のために『コレッリの主題によるオーボエ協奏曲』『ペルゴレージの主題によるオーボエ協奏曲』を作・編曲し、録音はCD化されている。またバンクーバー交響楽団とのハイドン『オーボエ協奏曲』（偽作）の演奏とリハーサル風景がビデオ化されて入手可能である。

## 初演
ヴォーン・ウィリアムズの『交響曲第8番』を献呈されており、1955年5月2日に初演を指揮した。他にも同作曲家の作品では『南極交響曲』（1953年）、チューバ協奏曲（1954年）などを初演している。

## 関連文献
- Ayre, Leslie (1966). The Wit of Music: Introduction by Sir John Barbirolli. London: Leslie Frewin. OCLC 857354.
- Brookes, Christopher (1985). His Own Man: The Life of Neville Cardus. London: Methuen. ISBN 0-413-50940-0.
- Cox, David. The Henry Wood Proms. London: British Broadcasting Corporation. ISBN 0-563-17697-0.
- Haltrecht, Montague (1975). The Quiet Showman: Sir David Webster and the Royal Opera House. London: Collins. ISBN 0-00-211163-2.
- Horowitz, Joseph (1997). Understanding Toscanini. Berkeley: University of California Press. ISBN 0-520-08542-6.
- Kennedy, Michael (1987). Adrian Boult. London: Papermac. ISBN 0-333-48752-4.
- Kennedy, Michael (1971). Barbirolli, Conductor Laureate: The Authorised Biography. London: MacGibbon and Key. ISBN 0-261-63336-8.
- Kennedy, Michael (1982). The Hallé, 1858–1983: A History of the Orchestra. London: Macmillan. ISBN 0-7190-0921-9.
- Kennedy, Michael (1989). William Walton. Oxford: Oxford University Press. ISBN 0-19-315418-8.
- Lindsay, Maurice (1951). "Northern Diary". In Ralph Hill (ed). Music 1951. Harmondsworth: Penguin Books. OCLC 26147349.
- Osborne, Richard (1998). Herbert von Karajan: A Life in Music. London: Chatto and Windus. ISBN 1-85619-763-8.
- Previn, André (1979). Orchestra. London: Macdonald and Jane's. ISBN 0-354-04420-6.
- Reid, Charles (1957). "John Barbirolli". In Milein Cosman (ed). Musical Sketchbook. Oxford: Bruno Cassirer. OCLC 3225493.
- Reid, Charles (1971). John Barbirolli – A Biography. London: Hamish Hamilton. ISBN 0-241-01819-6.
- Reid, Charles (1968). Malcolm Sargent. London: Hamish Hamilton. OCLC 500687986.
- Rennison, Nick (2003). The London Blue Plaque Guide. Stroud: Sutton Publishing. ISBN 0-7509-3388-7.
- Rigby, Charles (1948). John Barbirolli. Altrincham: John Sherratt and Son. OCLC 500687986.
- Rothwell, Evelyn (2002). Life with Glorious John. London: Robson Books. ISBN 1-86105-474-2.